# Jesús Brenes
Jesús Ramírez Brenes (* 3. Januar 1983 in Cádiz) ist ein spanischer Fußballspieler.

## Karriere

### Verein
Der 1,76 Meter große Mittelfeldspieler begann seine Karriere bei Atlético Madrid. Im Juni 2001 debütierte er für Atlético Madrid B, als er in der Aufstiegsplayoffpartie gegen den CD Calahorra in der 57. Minute eingewechselt wurde. Mit Atlético B verpasste er den Aufstieg in die Segunda División. Sein Debüt in der Segunda División B gab er schließlich im September 2001 am zweiten Spieltag der Saison 2001/02 im Spiel gegen Hércules Alicante in der Startelf. Am folgenden Spieltag folgte noch ein weiterer Einsatz gegen den RSD Alcalá, der sein letzter im Trikot der Amateure von Atlético Madrid sein sollte. Brenes stand in der Startelf und wurde in der 67. Minute durch Javier Del Pino ersetzt.
Im Januar 2002 wechselte Brenes zum CD Mensajero und war von Beginn an Stammspieler. Nachdem er nach sechs gelben Karten eine Gelbsperre kassiert hatte und eine Partie pausieren musste, saß er am 32. Spieltag gegen im Spiel den FC Universidad Las Palmas erstmals auf der Bank und wurde nach 55 Spielminuten für Román Miranda eingewechselt. Danach stand er offensive Mittelfeldspieler wieder in jeder Partie in der ersten Elf. Mit CD Mensajero stieg er im selben Jahr in die viertklassige Tercera División ab.
Zur Saison 2002/03 wechselte er zum Drittligisten CD Toledo. Am 37. Spieltag erzielte er seinen ersten Treffer für CD Toledo beim 1:1 im Spiel gegen den Gernika Club mit dem Treffer zum 1:0 in der fünften Minute. Er erhielt in diesem Spiel zwei gelbe Karten und wurde nach Jorge Martín de San Pablo und Óscar Mena in der 80. Minute als dritter Spieler seines Teams vom Platz gestellt. Die Partie blieb seine letzte Partie für CD Toledo. Nach 30 Spielen für den Verein kam er im Sommer 2003 zur viertklassigen Zweitmannschaft des FC Elche. 2004 ging er zu den Amateuren des FC Cádiz.
Zur Saison 2005/06 wechselte Brenes zum Drittligisten CD Alcalá, konnte sich dort aber nicht durchsetzen. Nachdem er nach 23 Spieltagen nur sechs Partien als Einwechselspieler zu Buche stehen hatte, kam er zum Ende der Saison häufiger von Beginn an zum Einsatz. Die Saison 2006/07 begann er wieder als Ersatzspieler und erkämpfte sich in der Mitte der Saison kurzzeitig einen Stammplatz. Danach war er ab der 28. Runde wieder Ersatzspieler.
Nachdem er für CD Alcalá 36 Spiele absolviert hatte, in denen er einen Treffer erzielt hatte, schloss er sich der UD Lanzarote an, bei der er einen Einjahresvertrag erhielt. Auf Lanzarote erspielte er sich einen Stammplatz und kam in 21 Partien von Beginn an zum Zug; in zehn wurde er eingewechselt. Zur Saison 2008/09 wechselte er zum FC Orihuela. Für den FC Orihuela kam er in 31 Spielen zum Einsatz, davon in 27 von Beginn an.
Im Sommer 2009 wechselte er zur UD Puertollano. Nach sieben Ligapartien ging er im Januar 2010 zum österreichischen Zweitligisten SCR Altach. Sein Debüt bei den Vorarlbergern in der zweiten Liga gab er im März 2010 am 19. Spieltag der Saison 2009/10 im Spiel gegen den FC Lustenau 07 in der Startelf. Sein erstes Tor für die Altacher erzielte er am 29. Spieltag gegen den FC Dornbirn 1913 in der 90. Minute mit dem Treffer zum 4:0-Endstand.
Nachdem er in der vorherigen Saison noch Stammspieler gewesen war, verlor Brenes seinen Stammplatz in der Saison 2010/11 und saß zeitweise nicht einmal mehr auf der Ersatzbank. Im Januar 2011 wurde schließlich sein Vertrag in Altach aufgelöst. Nach der Vertragsauflösung kehrte er nach Spanien zurück, wo er sich der UD Alzira anschloss. Nach Saisonende, neun Spielen und dem Abstieg in die vierte Liga verließ er Alzira.

### Nationalmannschaft
Brenes wurde in diverse spanische Jugendnationalauswahlen einberufen. Nachdem er 1999 zunächst für die U-15-Auswahl gespielt hatte, absolvierte er zudem zwischen 1999 und 2000 mehrere Spiele für die U-16-Nationalmannschaft. Sein Debüt gab er im Oktober 1999 gegen Belgien, als er in der 40. Minute für Alfonso Gutiérrez eingewechselt wurde. Im Januar 2000 fungierte er gegen Serbien und Montenegro erstmals als Kapitän seines Teams.

## Erfolge
- Spanischer Meister mit der Jugend von Atlético Madrid[2]